# Kommunalwahlen im Volksstaat Hessen 1925
Die Kommunalwahlen im Volksstaat Hessen 1925 waren die dritten Kommunalwahlen im Volksstaat Hessen und fanden am 15. November 1925 statt. Gewählt wurden die Kreistage und die Gemeindeparlamente. Die Provinzialtage wurden erst in den Provinzialtagswahlen im Volksstaat Hessen 1926 neu gewählt.

## Hintergrund
Die kommunalen Volksvertretungen waren zuletzt am 19. November 1922 bei den Kommunalwahlen im Volksstaat Hessen 1922 bestimmt worden. Nach dem Ablauf der dreijährigen Wahlperiode standen nun turnusgemäß Neuwahlen an. Die Landtagswahl im Volksstaat Hessen 1924 hatte gegenüber der vorherigen Wahl nur geringe Veränderungen ergeben. Auf kommunaler Ebene spielten lokale Wählerlisten eine große Rolle.

## Die Wahlen zu den Kreistagen
| Kreis            | Stimmberechtigte | Gültige Stimmen | ungültige Stimmen | KPD   | SPD    | DDP   | Zentrum | DVP   | DNVP  | HBB   | Sonstige |
| ---------------- | ---------------- | --------------- | ----------------- | ----- | ------ | ----- | ------- | ----- | ----- | ----- | -------- |
| Kreis Darmstadt  | 96245            | 55744           | 57600             | 2271  | 26161  | 4512  | 2663    | 13384 | 4130  | 3623  |          |
| Kreis Bensheim   | 43364            | 24321           | 18928             | 1503  | 7392   | 1134  | 6628    | 3570  | 1117  | 2977  |          |
| Kreis Dieburg    | 40363            | 23379           | 19615             | 1266  | 7750   | 1079  | 5523    | 1666  | 1286  | 4809  |          |
| Kreis Erbach     | 29946            | 15811           | 14542             | 602   | 5794   | 1466  | 929     | 1869  | 1218  | 3933  |          |
| Kreis Groß-Gerau | 43604            | 26055           | 20685             | 2293  | 11333  | 2134  | 1742    | 1918  | 554   | 4657  | 1424     |
| Kreis Heppenheim | 31395            | 14988           | 10459             | 1311  | 8628   | 1036  | 5496    | 1217  |       | 1528  | 777      |
| Kreis Offenbach  | 111710           | 78280           | 60571             | 14040 | 26861  | 4697  | 14510   | 5691  | 4310  | 3171  |          |
| Kreis Gießen     | 61751            | 33064           | 33141             | 810   | 11411  | 2456  | 612     | 3378  | 3378  | 12021 | 2381     |
| Kreis Alsfeld    | 23539            | 9493            | 10761             |       | 2475   | 1455  |         | 4964  | 4964  | 4964  | 599      |
| Kreis Büdingen   | 27188            | 12426           | 11739             | 588   | 3948   | 1133  |         | 1275  | 4732  | 4732  | 750      |
| Kreis Friedberg  | 55731            | 34920           | 32318             | 1514  | 14426  | 2472  | 3650    | 1966  | 8963  | 8963  | 1929     |
| Kreis Lauterbach | 18738            | 7843            | 8158              |       | 2095   |       |         | 4538  | 4538  | 4538  | 1210     |
| Kreis Schotten   | 17778            | 7980            | 8685              |       | 1745   | 604   |         | 513   | 513   | 4416  | 702      |
| Kreis Mainz      | 100747           | 57155           | 46456             | 4312  | 21444  | 4908  | 17398   | 3185  | 2290  |       | 3618     |
| Kreis Alzey      | 26312            | 12330           | 11565             |       | 3018   | 2263  | 2464    | 2169  |       | 2421  |          |
| Kreis Bingen     | 28500            | 14756           | 10472             | 340   | 3438   | 1814  | 5544    | 1420  |       | 220   |          |
| Kreis Oppenheim  | 31114            | 15084           | 13359             |       | 4066   | 1974  | 3879    | 2229  |       | 2936  |          |
| Kreis Worms      | 61245            | 37148           | 33117             | 1033  | 11529  | 2173  | 6817    | 9698  | 1805  | 3437  | 656      |
| Starkenburg      | 396627           | 233578          | 202400            | 23286 | 87919  | 16058 | 37491   | 29315 | 12615 | 24698 | 2201     |
| Oberhessen       | 204725           | 105726          | 104802            | 2912  | 36100  | 8120  | 4262    |       |       |       | 7571     |
| Rheinhessen      | 247918           | 136473          | 114969            | 5685  | 43490  | 13132 | 36102   | 18701 | 18701 | 4095  | 4274     |
| Hessen           | 849270           | 475777          | 422171            | 31883 | 167509 | 37310 | 77855   |       |       |       | 14046    |

## Die Wahlen der Stadt- und Gemeindeparlamente
Die Stadtverordneten- und Gemeinderatswahlen erfolgten im Verhältniswahlrecht auf 3 Jahre. In Gemeinden, in denen nur ein Wahlvorschlag eingereicht wurde, fanden keine Wahlen statt, sondern der Wahlvorschlag galt als gewählt.
| Gemeinden mit ... Gemeindevertretern | Zahl der Gemeinden mit ... Wahlvorschlägen | Zahl der Gemeinden mit ... Wahlvorschlägen | Zahl der Gemeinden mit ... Wahlvorschlägen | Zahl der Gemeinden mit ... Wahlvorschlägen | Zahl der Gemeinden mit ... Wahlvorschlägen | Zahl der Gemeinden mit ... Wahlvorschlägen | Zahl der Gemeinden mit ... Wahlvorschlägen | Zahl der Gemeinden mit ... Wahlvorschlägen | Zahl der Gemeinden mit ... Wahlvorschlägen | Gemeinden ohne Wahl | Summe |
| Gemeinden mit ... Gemeindevertretern | 1                                          | 2                                          | 3                                          | 4                                          | 5                                          | 6                                          | 7                                          | 8                                          | 9 und mehr                                 | Gemeinden ohne Wahl | Summe |
| ------------------------------------ | ------------------------------------------ | ------------------------------------------ | ------------------------------------------ | ------------------------------------------ | ------------------------------------------ | ------------------------------------------ | ------------------------------------------ | ------------------------------------------ | ------------------------------------------ | ------------------- | ----- |
| unter 7                              | 1                                          |                                            |                                            |                                            |                                            |                                            |                                            |                                            |                                            | 15                  | 16    |
| 7                                    | 1                                          | 120                                        | 44                                         | 13                                         | 5                                          | 2                                          |                                            |                                            |                                            | 255                 | 440   |
| 9                                    |                                            | 80                                         | 61                                         | 19                                         | 10                                         | 3                                          | 2                                          | 2                                          | 1                                          | 88                  | 266   |
| 12                                   | 1                                          | 38                                         | 61                                         | 41                                         | 18                                         | 9                                          | 6                                          | 1                                          |                                            | 15                  | 190   |
| 15                                   |                                            | 4                                          | 6                                          | 11                                         | 6                                          | 4                                          | 1                                          |                                            | 2                                          | 2                   | 36    |
| 18                                   |                                            | 1                                          | 4                                          | 5                                          | 3                                          | 3                                          | 2                                          |                                            |                                            |                     | 18    |
| 21 bis 54                            |                                            |                                            |                                            | 2                                          | 3                                          | 3                                          | 4                                          | 1                                          | 4                                          |                     | 17    |
| Summe                                | 3                                          | 243                                        | 176                                        | 91                                         | 45                                         | 24                                         | 15                                         | 4                                          | 7                                          | 375                 | 983   |

Die Zahl der Gemeindevertreter/Stadtverordneten hing von der Größe der Gemeinde ab und verteilte sich wie folgt:
| Kreise/Provinzen   | < 7 | 7   | 9   | 12  | 15 | 18 | 21 bis 54 | Summe |
| ------------------ | --- | --- | --- | --- | -- | -- | --------- | ----- |
| Kreis Darmstadt    |     | 3   | 4   | 8   | 2  | 3  | 2         | 22    |
| Kreis Bensheim     | 1   | 17  | 12  | 11  | 2  | 2  | 2         | 47    |
| Kreis Dieburg      | 2   | 33  | 15  | 14  | 5  | 1  |           | 70    |
| Kreis Erbach       | 3   | 68  | 18  | 8   | 2  |    |           | 99    |
| Kreis Groß-Gerau   |     | 4   | 3   | 16  | 5  | 2  | 1         | 31    |
| Kreis Heppenheim   | 6   | 42  | 11  | 8   | 1  |    | 2         | 70    |
| Kreis Offenbach    |     | 1   | 4   | 18  | 4  | 5  | 2         | 34    |
| Kreis Gießen       | 1   | 34  | 25  | 18  | 1  |    | 1         | 80    |
| Kreis Alsfeld      | 1   | 57  | 22  | 3   |    | 1  |           | 84    |
| Kreis Büdingen     |     | 42  | 29  | 4   | 1  |    |           | 76    |
| Kreis Friedberg    |     | 15  | 29  | 22  |    | 1  | 3         | 70    |
| Kreis Lauterbach   | 1   | 50  | 11  | 4   | 1  |    |           | 67    |
| Kreis Schotten     | 1   | 33  | 15  | 5   |    |    |           | 54    |
| Kreis Mainz        |     |     | 7   | 7   | 2  | 3  | 1         | 20    |
| Kreis Alzey        |     | 23  | 15  | 10  |    |    | 1         | 49    |
| Kreis Bingen       |     | 3   | 12  | 5   | 5  |    | 1         | 26    |
| Kreis Oppenheim    |     | 8   | 22  | 11  | 3  |    |           | 44    |
| Kreis Worms        |     | 7   | 12  | 18  | 2  |    | 1         | 40    |
| Starkenburg        | 12  | 168 | 67  | 83  | 21 | 13 | 9         | 373   |
| Provinz Oberhessen | 4   | 231 | 131 | 56  | 3  | 2  | 4         | 431   |
| Rheinhessen        |     | 41  | 68  | 51  | 12 | 3  | 4         | 179   |
| Hessen             | 16  | 440 | 266 | 190 | 36 | 18 | 17        | 983   |

Das Ergebnis verteilte sich wie folgt auf die Parteien/Wahllisten:
| Partei/Liste                                                                                   | Provinz Starkenburg | Provinz Oberhessen | Provinz Rheinhessen | Hessen |
| ---------------------------------------------------------------------------------------------- | ------------------- | ------------------ | ------------------- | ------ |
| Kommunisten                                                                                    | 108                 | 33                 | 12                  | 153    |
| Sozialdemokraten                                                                               | 925                 | 546                | 330                 | 1801   |
| Linksstehende und Republikaner                                                                 | 6                   | 1                  | 5                   | 12     |
| Demokraten, Demokraten und Mieter                                                              | 69                  | 31                 | 131                 | 231    |
| Zentrum                                                                                        | 308                 | 43                 | 352                 | 703    |
| Deutsche Volkspartei                                                                           | 91                  | 27                 | 193                 | 311    |
| Hessische und Deutschnationale Volkspartei                                                     | 12                  | 25                 | 11                  | 48     |
| Bauernbund, Hessischer Bauernbund, Freie Bauernschaft, Bauernverein                            | 161                 | 295                | 158                 | 614    |
| Landbund                                                                                       | 208                 | 292                | 7                   | 507    |
| Bauernbund und Deutschnationale                                                                | 1                   | 12                 |                     | 13     |
| Landwirte                                                                                      | 19                  | 15                 | 14                  | 48     |
| Christlichsoziale                                                                              | 4                   | 2                  | 1                   | 7      |
| Bürgerliche Partei, Mittelstand, Mittelpartei, Wirtschaftliche Vereinigung, Rechtsstehend usw. | 641                 | 390                | 263                 | 1294   |
| Beamte                                                                                         |                     | 10                 | 1                   | 11     |
| Gemischte Liste                                                                                | 21                  | 13                 |                     | 34     |
| Unpolitisch, Parteilos, Für Arbeit und Ordnung, Gerechtigkeit usw.                             | 1005                | 1824               | 390                 | 3219   |
| Unbekannt                                                                                      | 55                  | 120                | 14                  | 189    |
| Summe                                                                                          | 3634                | 3679               | 1882                | 9195   |

In der Provinz Starkenburg waren das:
|                                                                                                | Kreis Darmstadt | Kreis Bensheim | Kreis Dieburg | Kreis Erbach | Kreis Groß-Gerau | Kreis Heppenheim | Kreis Offenbach | Provinz Starkenburg |
| ---------------------------------------------------------------------------------------------- | --------------- | -------------- | ------------- | ------------ | ---------------- | ---------------- | --------------- | ------------------- |
| Kommunisten                                                                                    | 8               | 9              | 9             | 6            | 23               | 13               | 40              | 108                 |
| Sozialdemokraten                                                                               | 124             | 117            | 134           | 108          | 154              | 107              | 181             | 925                 |
| Linksstehende und Republikaner                                                                 | 4               |                |               |              | 2                |                  |                 | 6                   |
| Demokraten, Demokraten und Mieter                                                              | 13              | 1              | 12            | 3            | 11               | 16               | 13              | 69                  |
| Zentrum                                                                                        | 4               | 54             | 62            | 9            | 24               | 66               | 89              | 308                 |
| Deutsche Volkspartei                                                                           | 22              | 17             | 21            | 8            | 2                | 13               | 8               | 91                  |
| Hessische und Deutschnationale Volkspartei                                                     | 8               |                | 1             | 2            |                  | 1                |                 | 12                  |
| Bauernbund, Hessischer Bauernbund, Freie Bauernschaft, Bauernverein                            | 15              | 26             | 20            | 32           | 58               | 7                | 3               | 161                 |
| Landbund                                                                                       | 28              | 22             | 75            | 20           | 23               | 34               | 6               | 208                 |
| Bauernbund und Deutschnationale                                                                |                 |                | 1             |              |                  |                  |                 | 1                   |
| Landwirte                                                                                      |                 |                |               | 12           |                  | 7                |                 | 19                  |
| Christlichsoziale                                                                              |                 |                |               |              |                  |                  | 4               | 4                   |
| Bürgerliche Partei, Mittelstand, Mittelpartei, Wirtschaftliche Vereinigung, Rechtsstehend usw. | 56              | 134            | 124           | 88           | 51               | 102              | 86              | 641                 |
| Beamte                                                                                         |                 |                |               |              |                  |                  |                 | 0                   |
| Gemischte Liste                                                                                |                 | 17             |               |              |                  | 4                |                 | 21                  |
| Unpolitisch, Parteilos, Für Arbeit und Ordnung, Gerechtigkeit usw.                             | 24              | 61             | 159           | 491          | 31               | 193              | 46              | 1005                |
| Unbekannt                                                                                      |                 | 21             | 19            |              |                  | 10               | 5               | 55                  |

In der Provinz Oberhessen waren das:
|                                                                                                | Kreis Gießen | Kreis Alsfeld | Kreis Büdingen | Kreis Friedberg | Kreis Lauterbach | Kreis Schotten | Provinz Oberhessen |
| ---------------------------------------------------------------------------------------------- | ------------ | ------------- | -------------- | --------------- | ---------------- | -------------- | ------------------ |
| Kommunisten                                                                                    | 3            |               | 11             | 19              |                  |                | 33                 |
| Sozialdemokraten                                                                               | 153          | 40            | 55             | 255             | 32               | 11             | 546                |
| Linksstehende und Republikaner                                                                 |              |               | 1              |                 |                  |                | 1                  |
| Demokraten, Demokraten und Mieter                                                              | 6            | 7             | 7              | 7               | 1                | 3              | 31                 |
| Zentrum                                                                                        | 5            |               |                | 38              |                  |                | 43                 |
| Deutsche Volkspartei                                                                           |              | 3             |                | 10              | 13               | 1              | 27                 |
| Hessische und Deutschnationale Volkspartei                                                     | 1            | 2             | 3              | 15              | 3                | 1              | 25                 |
| Bauernbund, Hessischer Bauernbund, Freie Bauernschaft, Bauernverein                            | 66           | 42            | 39             | 52              | 61               | 35             | 295                |
| Landbund                                                                                       | 63           | 43            | 33             | 83              | 35               | 35             | 292                |
| Bauernbund und Deutschnationale                                                                | 12           |               |                |                 |                  |                | 12                 |
| Landwirte                                                                                      | 3            |               | 4              | 1               |                  | 7              | 15                 |
| Christlichsoziale                                                                              | 1            |               |                | 1               |                  |                | 2                  |
| Bürgerliche Partei, Mittelstand, Mittelpartei, Wirtschaftliche Vereinigung, Rechtsstehend usw. | 133          | 62            | 46             | 122             | 18               | 9              | 390                |
| Beamte                                                                                         | 3            |               | 1              | 6               |                  |                | 10                 |
| Gemischte Liste                                                                                | 7            | 4             |                | 2               |                  |                | 13                 |
| Unpolitisch, Parteilos, Für Arbeit und Ordnung, Gerechtigkeit usw.                             | 234          | 444           | 413            | 102             | 313              | 318            | 1824               |
| Unbekannt                                                                                      | 52           | 10            | 5              | 1               | 42               | 10             | 120                |

In der Provinz Oberhessen waren das:
|                                                                                                | Kreis Mainz | Kreis Alzey | Kreis Bingen | Kreis Oppenheim | Kreis Worms | Provinz Rheinhessen |
| ---------------------------------------------------------------------------------------------- | ----------- | ----------- | ------------ | --------------- | ----------- | ------------------- |
| Kommunisten                                                                                    | 9           | 1           |              |                 | 2           | 12                  |
| Sozialdemokraten                                                                               | 78          | 50          | 44           | 60              | 98          | 330                 |
| Linksstehende und Republikaner                                                                 |             |             |              | 3               | 2           | 5                   |
| Demokraten, Demokraten und Mieter                                                              | 11          | 43          | 20           | 41              | 13          | 131                 |
| Zentrum                                                                                        | 82          | 38          | 61           | 88              | 83          | 352                 |
| Deutsche Volkspartei                                                                           | 3           | 58          | 12           | 35              | 85          | 193                 |
| Hessische und Deutschnationale Volkspartei                                                     | 2           | 2           |              | 1               | 6           | 11                  |
| Bauernbund, Hessischer Bauernbund, Freie Bauernschaft, Bauernverein                            | 6           | 36          | 32           | 53              | 31          | 158                 |
| Landbund                                                                                       |             | 7           |              |                 |             | 7                   |
| Bauernbund und Deutschnationale                                                                |             |             |              |                 |             | 0                   |
| Landwirte                                                                                      |             | 9           |              | 4               | 1           | 14                  |
| Christlichsoziale                                                                              |             |             |              |                 | 1           | 1                   |
| Bürgerliche Partei, Mittelstand, Mittelpartei, Wirtschaftliche Vereinigung, Rechtsstehend usw. | 38          | 48          | 59           | 36              | 82          | 263                 |
| Beamte                                                                                         |             | 1           |              |                 |             | 1                   |
| Gemischte Liste                                                                                |             |             |              |                 |             | 0                   |
| Unpolitisch, Parteilos, Für Arbeit und Ordnung, Gerechtigkeit usw.                             | 55          | 139         | 49           | 106             | 41          | 390                 |
| Unbekannt                                                                                      |             | 5           | 8            | 1               |             | 14                  |

Der Vergleich der Kommunalwahlen 1922 und 1925 und der Landtagswahl 1924 zeigte folgendes Bild:
|                                                                                                | Mandate 1925 | in %  | Mandate 1922 | in %  | Landtagswahl 1924 in % |
| ---------------------------------------------------------------------------------------------- | ------------ | ----- | ------------ | ----- | ---------------------- |
| Kommunisten                                                                                    | 153          | 1,66  | 137          | 1,51  | 5,4                    |
| Sozialdemokraten                                                                               | 1801         | 19,59 | 2425         | 26,82 | 35,2                   |
| Linksstehende und Republikaner                                                                 | 12           | 0,13  |              |       |                        |
| Demokraten, Demokraten und Mieter                                                              | 231          | 2,51  | 405          | 4,48  | 8,5                    |
| Zentrum                                                                                        | 703          | 7,65  | 792          | 8,76  | 16,1                   |
| Deutsche Volkspartei                                                                           | 311          | 3,38  | 483          | 5,34  | 11,8                   |
| Hessische Volkspartei                                                                          |              |       | 109          | 1,21  |                        |
| Hessische und Deutschnationale Volkspartei                                                     | 48           | 0,52  |              |       |                        |
| Bauernbund, Hessischer Bauernbund, Freie Bauernschaft, Bauernverein                            | 614          | 6,68  | 1383         | 15,29 | 13,2                   |
| Landbund                                                                                       | 507          | 5,51  |              |       |                        |
| Bauernbund und Deutschnationale                                                                | 13           | 0,14  |              |       |                        |
| Landwirte                                                                                      | 48           | 0,52  | 167          | 1,85  |                        |
| Christlichsoziale                                                                              | 7            | 0,08  |              |       |                        |
| Bürgerliche Partei, Mittelstand, Mittelpartei, Wirtschaftliche Vereinigung, Rechtsstehend usw. | 1294         | 14,07 | 1211         | 13,39 |                        |
| Beamte                                                                                         | 11           | 0,12  | 26           | 0,29  |                        |
| Gemischte Liste                                                                                | 34           | 0,37  |              |       |                        |
| Unpolitisch, Parteilos, Für Arbeit und Ordnung, Gerechtigkeit usw.                             | 3219         | 35,01 | 1613         | 17,84 |                        |
| Sonstige                                                                                       |              |       | 64           | 0,71  | 9,8                    |
| Unbekannt                                                                                      | 189          | 2,06  | 228          | 2,52  |                        |
| Summe                                                                                          | 9195         | 100   | 9043         | 100   | 100                    |